# Anthracocarpon andinum
Anthracocarpon andinum är en svampart som beskrevs av M. Prieto, Aragón & Breuss. Anthracocarpon andinum ingår i släktet Anthracocarpon och familjen Verrucariaceae.   Inga underarter finns listade i Catalogue of Life.